# 向墓山古墳
向墓山古墳（むこうはかやまこふん）とは、大阪府羽曳野市 誉田3丁目に所在する古墳時代中期の大型の方墳。世界文化遺産の古市古墳群に属しており、宮内庁より陵墓（応神天皇陵）の陪塚として管理されている。

## 概要
向墓山古墳は古市古墳群のほぼ中央にある、前方後円墳の墓山古墳の東に接して築造された大型の方墳である。現在は墳丘の大部分を宮内庁によって「応神天皇陵に号陪塚」として治定管理されている。これまでに、宮内庁管理から外れている墳丘裾部分などで道路拡幅や範囲確認のための小規模な発掘調査が羽曳野市教育委員会や大阪府教育委員会により行なわれ墳丘規模などが再確認されている。

### 墳丘規模と構造
墳丘は上下二段に構築されており、台地先端の地形を利用し、斜面に寄せかけて墳丘を構築することで実際の盛土以上に大きく見せている。各辺の推定長は東辺68.0m、西辺62.0m、南北両辺62.0m、高さは10.0m前後である。古墳時代中期の方墳としては最大級の規模に属する。墓山古墳の西にある浄元寺山古墳とは規模が近似し、同一の企画に基づいている可能性がある。墳丘の裾部分には葺石の根石の列があり、その石材（20cmから40cmの大きさ）は石英安山岩や輝石安山岩で二上山に連なる寺山や春日山の山麓付近で採取したと推定され、4キロないしは6キロの距離を運んだことになる。根石から上の墳丘斜面は5cmから15cmの大きさの円礫の葺石で一面に覆われており、1キロ東方の石川の川原で集めた石であろうと考えられる。墳丘の周囲は場所によって二重の溝によって囲まれている。また、溝を掘る際に地山を掘り残して造った2ヶ所の陸橋が検出されており、外部から墳丘へ登るための通路と考えられる。

### 遺物
発掘調査による出土遺物には形象埴輪の家、蓋、盾、水鳥などがあるがいずれも細片である。円筒埴輪と朝顔形埴輪はすべてが黒斑のあるもので、5世紀初頭の時期が推定できる。